# Chinezen in Nieuw-Zeeland
Het aantal Chinezen in Nieuw-Zeeland werd in 2006 geschat op 147.570, zij vormden daarmee 3,7% van de Nieuw-Zeelandse bevolking. In de periode 2001 - 2006 is het aantal Chinese migranten met 40,5% gegroeid.  Chinese Nieuw-Zeelanders zijn na de Chinese Australiërs de  grootste Chinese gemeenschap in Oceanië.

## Geschiedenis
De eerste Chinese migranten kwamen rond 1865 aan in het land om te werken in de goudmijnen. In de jaren tachtig van de 19e eeuw voerde de overheid de New Zealand head tax in om de Chinese immigratie te stoppen. Het land wilde door middel van de head tax een blanke samenleving behouden. In de jaren 1930 begon versoepelde men de voorwaarden voor immigratie van Chinezen en de head tax werd in 1944 afgeschaft.  Tijdens de Tweede Wereldoorlog, de Chinese Burgeroorlog en de Vietnamoorlog vluchtten vele etnische Chinezen naar Nieuw-Zeeland.

## Taal
Engels is de meest gebruikte voertaal in de Aziatische gemeenschap. 16% van hen spreekt Kantonees en 12% spreekt Mandarijn. Een klein deel van de Chinese Nieuw-Zeelanders spreekt Maleis, zij migreerden vanuit Zuidoost-Azië.

## Chinese tempels
- Fo Guang Shantempel (Auckland)
- Fo Guang Shantempel (Christchurch)
- New Zealand Tsi Ming Temple[2]
- New Zealand Kadhampa
- New Zealand Tzu Chi[3]
- Shengguangtempel

## Bekende Chinese Nieuw-Zeelanders
- Peter Chin, advocaat en politicus
- Bic Runga, zangeres van Chinese en Maori afkomst
- Pansy Wong, oud-politicus